# S Molièrem na kole
S Molièrem na kole (v originále Alceste à bicyclette) je francouzská filmová komedie z roku 2013, kterou režíroval Philippe Le Guay. Snímek měl světovou premiéru dne 16. ledna 2013.

## Děj
Gauthier Valence, úspěšný filmový a televizní herec, se rozhodne režírovat divadelní hru Misantrop. Odjíždí na ostrov Ré, aby přesvědčil svého přítele a skvělého herce Serge Tanneura, aby se vrátil na jeviště. Tanner se na vrcholu své kariéry rozhodl profesi zcela přerušit. Už několik let žije sám na ostrově ve starém zchátralém domě, který zdědil. Když mu Valence nabídne roli v Misantropovi, Tanneur se zdráhá znovu se spojit s divadelním prostředím. Je dohodnuto, že Tanneur má čtyři dny na rozmyšlenou, než se definitivně rozhodne.

## Obsazení
| Fabrice Luchini      | Serge Tanneur           |
| Lambert Wilson       | Gauthier Valence        |
| Maya Sansa           | Francesca               |
| Laurie Bordesoules   | Zoé                     |
| Camille Japy         | Christine               |
| Annie Mercier        | Tamara                  |
| Ged Marlon           | Meynard, realitní agent |
| Stéphan Wojtowicz    | taxikář                 |
| Christine Murillo    | paní Francon            |
| Josiane Stoléru      | Raphaëlle La Puisaye    |
| Édith Le Merdy       | paní Bichet             |
| Gilles Treton        | Rizal                   |
| Julie-Anne Roth      | Betty                   |
| Philippe du Janerand | ředitel divadla         |
| Patrick Bonnel       | Roussel                 |

## Ocenění
- César: nominace v kategoriích nejlepší herec (Fabrice Luchini), nejlepší původní scénář nebo adaptace (Philippe Le Guay), nejlepší filmová hudba (Jorge Arriagada)